# Rachel Margolis
Rachel Margolis (Vilna, Lituania; 28 de octubre de 1921-Rejovot, Israel; 6 de julio de 2015) fue una superviviente del Holocausto, partisana, bióloga e historiadora del Holocausto.

## Vida como superviviente judía
En 1941, cuando los nazis ocuparon Lituania, Margolis fue enviada a vivir con una familia cristiana. De origen judío, decidió entrar voluntariamente al gueto de Vilna en septiembre de 1942. Entró a formar parte del movimiento de resistencia allí. Se unió al Fareynikte Partizaner Organizatsye, formado ese año por el poeta Abba Kovner. Margolis escribió: Todos estaban ansiosos por pelear... Nuestra misión era adquirir armas, completar los preparativos militares, todo con el objetivo de provocar un levantamiento en el gueto. Si moríamos sería con honor, habiendo demostrado a la humanidad que no somos ovejas que iban mansamente al matadero.
En junio de 1943 Heinrich Himmler dirigió el exterminio del gueto. 4000 judíos fueron enviados a los campos de concentración para ser asesinados y otros 4000 fueron enviados a los campos de trabajo. Margolis y su futuro marido serían uno de los pocos cientos que sobrevivieron al gueto, escapando por entre los bosques. En las memorias de Margolis de 2010 A Partisan of Vilna rememora la fuga del gueto de Vilna. Contrajeron el tifus pero siguieron en el movimiento de resistencia, uniéndose a una nueva unidad y volar la infraestructura alemana. Margolis fue la única miembro de su familia en sobrevivir del Holocausto.

## Después de la Guerra
Después de la Guerra, Margolis se licenció en biología y fue profesora hasta finales de la década de los 80. Ayudó a la construcciion del Museo del Holocausto lituano, la Casa Verde de Vilnius. Su trabajo en la resistencia fue honorado con rececoiones en el Congreso de los Estados Unidos y en la Cámara de los Lores del Reino Unido.
Margolis encontró y publicó el diario de Kazimierz Sakowicz, un periodista cristiano polaco que fue testigo del Masacre de Ponary a las afueras de Vilnius, cuando miles de judíos fueron asesinados.  Margolis reconstruyó el diario de Sakowicz entre los fragmentos de papel encontrados en botellas de limonada, textos escritos en 1941 y otros papeles que y otros documentos mantenidos en archivos que no eran accesibles bajo el dominio soviético.
A principios de 2008, el fiscal general lituano quería interrogar a Margolis como parte de la investigación de la masacre de Koniuchy cuando partisanos soviéticos y judíos mataron al menos a 38 civiles. Los periódicos lituanos se refirieron a ella como terrorista y asesina.
Margolis vivió en Rechovot, Israel hasta su muerte en 2015.